# Жигалов, Александр Юрьевич
Алекса́ндр Ю́рьевич Жига́лов (род. 27 июля 2001, Новокузнецк, Кемеровская область) — российский пловец, специалист по плаванию брассом. Выступает на профессиональном уровне с 2016 года. Двукратный чемпион мира (2024) и бронзовый призер чемпионата мира (2021) на короткой воде, чемпион мира и Европы среди юниоров, многократный победитель и призёр соревнований всероссийского значения. Мастер спорта России международного класса (2020).

## Биография
Родился 27 июля 2001 года в Новокузнецке Кемеровской области, занимался плаванием в местной Детско-юношеской спортивной школе № 3.
В 2016 году получил звание мастера спорта России по плаванию.
Первого серьёзного успеха на международном уровне добился в сезоне 2018 года, когда вошёл в состав российской сборной и выступил на юниорском европейском первенстве в Хельсинки, где превзошёл всех соперников в плавании на 200 метров брассом, мужской и смешанной комбинированных эстафетах 4×100 м.
В 2019 году на юниорском европейском первенстве в Казани завоевал «золото» в четырёх дисциплинах: в плавании брассом на 100 и 200 метров, а также в мужской и смешанной комбинированных эстафетах 4×100 м. Таким образом, стал семикратным чемпионом Европы среди юниоров. На юниорском мировом первенстве в Будапеште вместе с соотечественниками одержал победу в мужской комбинированной эстафете 4×100 м и стал серебряным призёром в смешанной комбинированной эстафете 4×100 м (в обоих случаях участвовал только в предварительных квалификационных этапах). Позднее на чемпионате России на короткой воде в Казани выиграл серебряную медаль в плавании на 200 метров брассом, уступив в финале только нижегородцу Михаилу Доринову. Участвовал в чемпионате Европы на короткой воде в Глазго, но попасть здесь в число призёров не смог.
В июле 2020 года за выдающиеся спортивные достижения был удостоен почётного звания «Мастер спорта России международного класса».
В 2021 году стартовал в плавании на 50, 100 и 200 метров брассом на чемпионате Европы в Будапеште. На чемпионате России на короткой воде в Санкт-Петербурге победил в заплыве брассом на 100 метров и стал серебряным призёром на дистанции 200 метров. Принимал участие в чемпионате мира на короткой воде в Абу-Даби — в составе российской команды завоевал бронзовую награду в программе мужской комбинированной эстафеты 4×100 м (стартовал только в предварительном заплыве).
На чемпионате России 2022 года в Казани взял «бронзу» в плавании на 200 метров брассом, однако спустя некоторое время провалил допинг-тест — проба спортсмена показала наличие запрещённого стимулятора 5‑метилгексан‑2‑амина (1,4‑диметилпентиламин), в результате Дисциплинарный антидопинговый комитет Российского антидопингового агентства отстранил его от участия в соревнованиях на 2 года. Во время дисквалификации для продолжения тренировочного процесса Александр вынужден был подрабатывать в разных не связанных со спортом сферах, открыл собственную школу плавания.
Возобновил спортивную карьеру в июле 2024 года — на Кубке России в Екатеринбурге выиграл бронзовую медаль в плавании брассом на 100 метров. На чемпионате России на короткой воде в Санкт-Петербурге получил «серебро» на дистанции 200 метров, пропустив вперёд только Кирилла Пригоду. Выполнил квалификационный норматив для участия в чемпионате мира в Будапеште, где выступая в нейтральном статусе стал чемпионом мира в составе команды комбинированной эстафеты 4×100 м и чемпионом мира в составе смешанной команды комбинированной эстафеты 4×100 м.

## Спортивные достижения
| Год                               | Турнир                            | Место         |
| --------------------------------- | --------------------------------- | ------------- |
| 2018                              | Чемпионат Европы среди юниоров    | 1 · 1 · 1     |
| 2019                              | Чемпионат Европы среди юниоров    | 1 · 1 · 1 · 1 |
| 2019                              | Чемпионат мира среди юниоров      | 1 · 2         |
| 2019                              | Чемпионат России на короткой воде | 2             |
| 2021                              | Чемпионат России на короткой воде | 1 · 2         |
| 2021                              | Чемпионат мира на короткой воде   | 3             |
| 2022                              | Чемпионат России                  | 3             |
| 2024                              |                                   |               |
| Чемпионат мира на короткой воде   | 1 · 1                             |               |
| Кубок России                      | 3                                 |               |
| Чемпионат России на короткой воде | 2                                 |               |
| 2025                              | Чемпионат России                  | 2             |